# Bilopillia
Bilopillia (în ucraineană Білопілля) este un oraș din regiunea Sumî, Ucraina, în apropierea graniței cu Rusia.